# Burabod
Burabod es un barangay del municipio filipino de primera categoría de Culión, situado en la provincia de Palawan, región MIMAROPA. Según el censo de 2020, tiene una población de 961 habitantes.